# Ionuț Radu
Ionuț Andrei Radu, född 28 maj 1997 i Bukarest, är en rumänsk fotbollsmålvakt som spelar för Inter. Han representerar även Rumäniens landslag.
Radu debuterade för Rumäniens landslag den 23 september 2022 i en 1–1-match mot Finland.